# Butanal
Butanal (nach IUPAC-Nomenklatur: n-Butanal, auch als Butyraldehyd bekannt) ist eine organisch-chemische Verbindung aus der Stoffgruppe der Aldehyde. Neben dem linearen n-Butanal existiert noch die isomere Verbindung iso-Butanal (Isobutyraldehyd).

## Vorkommen

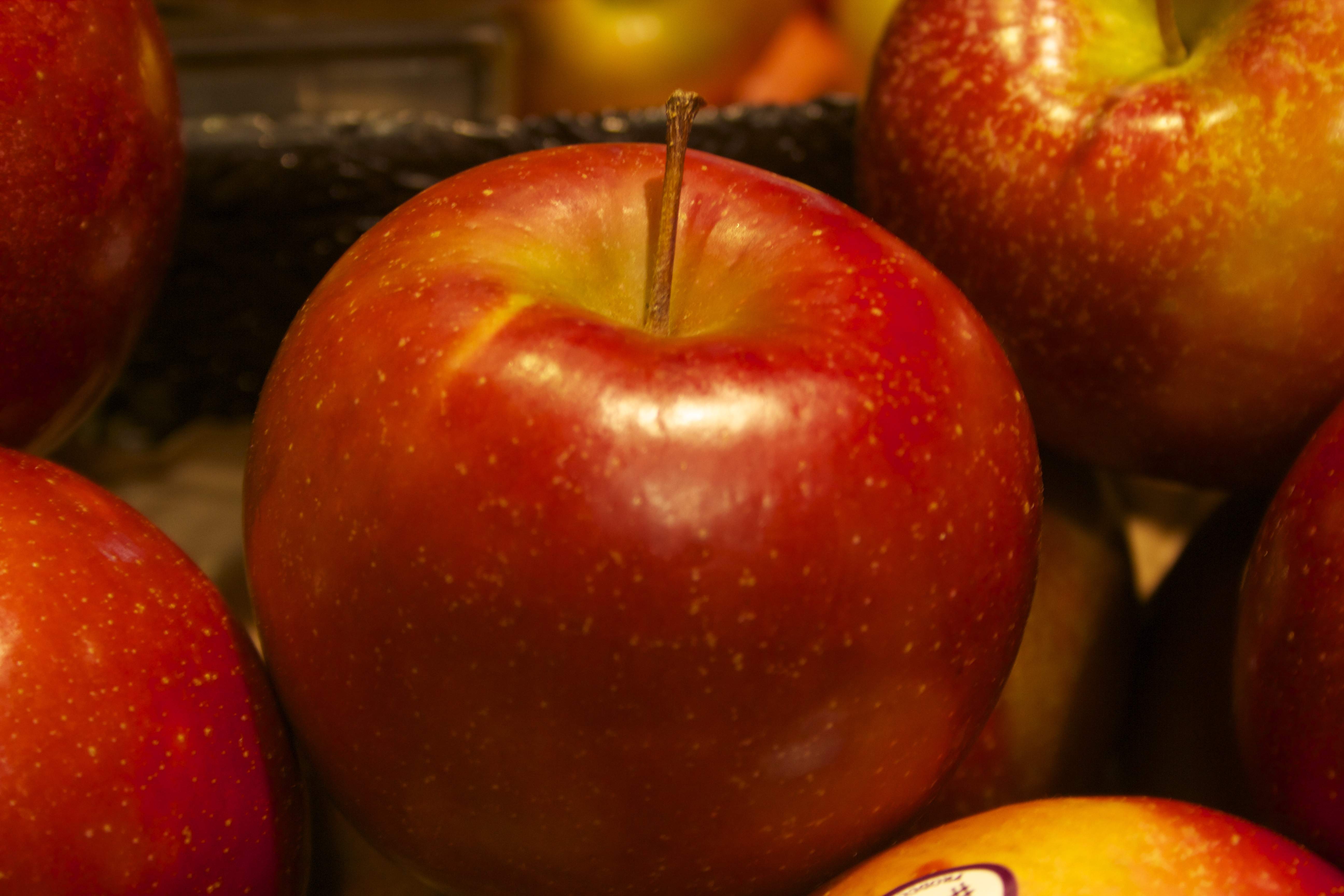
Äpfel enthalten natürlicherweise Butanal

Natürlich kommt Butanal in Echtem Lorbeer, Äpfeln, Reis (Oryza sativa), Pelargonien (Pelargonium graveolens) und Echter Guave vor.

## Gewinnung und Darstellung
Großtechnisch hergestellt wird n-Butanal nur durch die Hydroformylierung von Propen bei Temperaturen von 90 – 125 °C und Drücken von 10 – 60 bar. Als Katalysatorsysteme werden meist Rhodium und sulfonierte Triarylphosphine in wässriger Lösung verwendet.
Als Nebenprodukt entsteht iso-Butanal (2-Methylpropanal).
Butanal ist auch durch schonende Oxidation des entsprechenden Alkohols 1-Butanol zugänglich.

## Eigenschaften

### Physikalische Eigenschaften
Butanal ist eine farblose, stechend riechende, flüchtige, leichtentzündliche Flüssigkeit, die bei Normaldruck bei 75 °C siedet. Die Dampfdruckfunktion ergibt sich nach Antoine entsprechend log10(P) = A−(B/(T+C)) (P in bar, T in K) mit A = 3,59112, B = 952,851 und C = −82,569 im Temperaturbereich von 303.86 bis 347.18 K.
| Eigenschaft               | Typ                | Wert [Einheit]                                            | Bemerkungen                |
| ------------------------- | ------------------ | --------------------------------------------------------- | -------------------------- |
| Standardbildungsenthalpie | ΔfH0liquid ΔfH0gas | −245,4 kJ·mol−1[10] −211,8 kJ·mol−1[10]                   | als Flüssigkeit als Gas    |
| Verbrennungsenthalpie     | ΔcH0liquid         | −2477,1 kJ·mol−1[11]                                      |                            |
| Wärmekapazität            | cp                 | 164,7 J·mol−1·K−1 (25 °C)[12] 2,28 J·g−1·K−1 (25 °C).[12] | als Flüssigkeit            |
| Kritische Temperatur      | Tc                 | 537,2 K[13]                                               |                            |
| Kritischer Druck          | pc                 | 43,20 bar[13]                                             |                            |
| Kritische Dichte          | ρc                 | 3,88 mol·l−1[14]                                          |                            |
| Kritisches Volumen        | Vc                 | 0,258 l·mol−1[15]                                         |                            |
| Schmelzenthalpie          | ΔFH                | 10,773 kJ·mol−1[12]                                       | beim Schmelzpunkt          |
| Verdampfungsenthalpie     | ΔVH                | 32,9 kJ·mol−1[16]                                         | beim Normaldrucksiedepunkt |
Die Löslichkeit von Wasser in Butanal ändert sich nur wenig mit steigender Temperatur. Dagegen sinkt die Löslichkeit von Butanal in Wasser mit steigender Temperatur.
| Löslichkeiten im System Butanal – Wasser |        |     |     |     |     |     |     |
| Temperatur                               | in °C  | 0   | 10  | 20  | 30  | 40  | 50  |
| Löslichkeit von Wasser in Butanal        | in Ma% | 3,2 | 2,8 | 2,6 | 2,4 | 2,4 | 2,4 |
| Löslichkeit von Butanal in Wasser        | in Ma% | 9,8 | 8,6 | 7,6 | 6,8 | 6,1 |     |

Mit einem Wassergehalt von 8,8 Ma% bildet die Verbindung ein bei 68 °C siedendes Azeotrop. Weitere azeotrop siedende Gemische werden mit Ethanol und n-Hexan gebildet.
| Azeotrope mit verschiedenen Lösungsmitteln |        |        |         |         |
| Lösungsmittel                              |        | Wasser | Ethanol | n-Hexan |
| Gehalt Butanal                             | in Ma% | 91,2   | 59,4    | 26      |
| Siedepunkt                                 | in °C  | 68     | 70,7    | 60      |

### Sicherheitstechnische Kenngrößen
Butanal bildet leicht entzündliche Dampf-Luft-Gemische. Die Verbindung hat einen Flammpunkt bei −11 °C. Der Explosionsbereich liegt zwischen 1,7 Vol.‑% (51 g/m3) als untere Explosionsgrenze (UEG) und 12,5 Vol.‑% (375 g/m3) als obere Explosionsgrenze (OEG). Der maximale Explosionsdruck beträgt 7,5 bar. Die Grenzspaltweite wurde mit 0,92 mm bestimmt. Es resultiert damit eine Zuordnung in die Explosionsgruppe IIA. Die Zündtemperatur beträgt 190 °C. Der Stoff fällt somit in die Temperaturklasse T4.

### Chemische Eigenschaften
Butanal polymerisiert beim Erhitzen sowie unter Einfluss von Säuren und Alkali. Es reagiert mit Oxidationsmitteln, starken Säuren, starken Basen und Aminen.

## Verwendung
Butanal wird zur Herstellung von Vulkanisationsbeschleunigern, Kunstharzen und Weichmachern benötigt. Es ist Grundlage synthetischer Gerb- und Riechstoffe. Außerdem wird aus n-Butanal durch katalytische Hydrierung großtechnisch n-Butanol erzeugt. Des Weiteren kann es durch Oxidation zu Butansäure (Buttersäure) umgesetzt werden.

## Sicherheitshinweise
Die Substanz kann in den Körper durch Inhalation der Dämpfe und durch Verschlucken aufgenommen werden. Dabei werden die Augen, die Haut und die Atemwege gereizt. Der Dampf ist schwerer als Luft und kann sich auf dem Boden ausbreiten.
Die Bildung explosiver Peroxide ist möglich.